# Morti nel 1980/Settembre
| Questa pagina contiene informazioni ricavate automaticamente dalle voci biografiche con l'ausilio del template Bio e di un bot. L'aggiornamento è periodico e automatico e ricostruisce completamente la pagina. Se manca una persona in questa lista, sei pregato di non aggiungerla, ma accertati piuttosto che la sua voce biografica contenga il template Bio e che i dati anagrafici siano correttamente compilati. Se il template Bio manca, inseriscilo tu stesso o, in alternativa, metti l'avviso {{tmp\|Bio}} che ne segnala la mancanza. Se i dati riportati sono sbagliati, correggi direttamente la voce biografica; le modifiche saranno visibili in questa lista entro pochi giorni. Per chiarimenti vedi il progetto biografie. La lista contiene solo le 90 persone che sono citate nell'enciclopedia e per le quali è stato implementato correttamente il template Bio. Pagina aggiornata al 3 mar 2024. |

- 1º settembre - Antonio Dazzi, politico e diplomatico italiano (n. 1905)
- 1º settembre - Enrico Galassi, pittore, architetto e poeta italiano (n. 1907)
- 1º settembre - Alessandro Perrone, editore, giornalista e cavaliere italiano (n. 1920)
- 2 settembre - Marcel Ciampi, pianista francese (n. 1891)
- 2 settembre - Richard Hanke, calciatore tedesco (n. 1910)
- 2 settembre - Claude Ménard, altista francese (n. 1906)
- 2 settembre - Josef Wendl, calciatore tedesco (n. 1906)
- 3 settembre - Antonio Corazza, pittore e scenografo italiano (n. 1929)
- 3 settembre - Barbara O'Neil, attrice statunitense (n. 1910)
- 3 settembre - Duncan Renaldo, attore rumeno (n. 1904)
- 3 settembre - Fabian von Schlabrendorff, giurista e militare tedesco (n. 1907)
- 4 settembre - Ėrast Pavlovič Garin, regista cinematografico sovietico (n. 1902)
- 5 settembre - Adrian Bell, giornalista inglese (n. 1901)
- 5 settembre - Barbara Loden, attrice, sceneggiatrice e regista statunitense (n. 1932)
- 5 settembre - Orfeo Paroli, canottiere italiano (n. 1906)
- 5 settembre - Fulvio Suvich, politico e diplomatico italiano (n. 1887)
- 6 settembre - Joe Bradford, calciatore inglese (n. 1901)
- 6 settembre - Stefano Castronovo, religioso italiano (n. 1919)
- 6 settembre - Johanna Ehrenstrasser, modella austriaca (n. 1939)
- 6 settembre - Christopher Michael Maltby, generale britannico (n. 1891)
- 7 settembre - Hasan Balyuzi,  iraniano (n. 1908)
- 7 settembre - Sedad Hakki Eldem, architetto turco (n. 1908)
- 7 settembre - Arvella Gray, cantante e chitarrista statunitense (n. 1906)
- 8 settembre - Maurice Genevoix, scrittore francese (n. 1890)
- 8 settembre - Bob Hassmiller, cestista statunitense (n. 1916)
- 8 settembre - Willard Frank Libby, chimico statunitense (n. 1908)
- 8 settembre - Gabriele Marzano, archeologo e avvocato italiano (n. 1894)
- 8 settembre - Ignazio Serra, politico e avvocato italiano (n. 1903)
- 9 settembre - Ignacio Agirrezabala, calciatore e imprenditore spagnolo (n. 1909)
- 9 settembre - Marcelino Agirrezabala, calciatore spagnolo (n. 1902)
- 9 settembre - Harold Clurman, regista teatrale e critico teatrale statunitense (n. 1901)
- 9 settembre - José de Anchieta Fontana, calciatore brasiliano (n. 1940)
- 9 settembre - Aleksander Jabłoński, fisico polacco (n. 1898)
- 9 settembre - Patrick W. Skehan, linguista statunitense (n. 1909)
- 10 settembre - Friedrich Hossbach, generale tedesco (n. 1894)
- 10 settembre - Ovidio Sarra, musicista, direttore d'orchestra e compositore italiano (n. 1923)
- 12 settembre - André Chéron, scacchista e compositore di scacchi francese (n. 1895)
- 12 settembre - Hans Trier Hansen, ginnasta danese (n. 1893)
- 12 settembre - Adolfo Mandosso, calciatore italiano (n. 1904)
- 12 settembre - Lillian Randolph, attrice, doppiatrice e cantante statunitense (n. 1898)
- 12 settembre - Nino Ravasini, compositore italiano (n. 1900)
- 13 settembre - Franco Giuseppucci, criminale italiano (n. 1947)
- 13 settembre - Joseph Suder, compositore e direttore d'orchestra tedesco (n. 1892)
- 14 settembre - José María Gil-Robles y Quiñones, politico spagnolo (n. 1898)
- 14 settembre - Domingo Gómez-Acedo, calciatore spagnolo (n. 1898)
- 15 settembre - Harold Brown, cestista e allenatore di pallacanestro statunitense (n. 1923)
- 15 settembre - Bill Evans, pianista e compositore statunitense (n. 1929)
- 15 settembre - Roberto Moscatelli, velista italiano (n. 1895)
- 15 settembre - Jim Tyrer, giocatore di football americano e assassino statunitense (n. 1939)
- 16 settembre - Manfred Freyberger, attore austriaco (n. 1930)
- 16 settembre - Jean Piaget, psicologo, biologo e pedagogista svizzero (n. 1896)
- 17 settembre - Rex Norris, hockeista su prato indiano (n. 1899)
- 17 settembre - Emilio Petiva, ciclista su strada italiano (n. 1890)
- 17 settembre - Anastasio Somoza Debayle, politico e militare nicaraguense (n. 1925)
- 17 settembre - Bianca Stagno Bellincioni, attrice e soprano italiana (n. 1888)
- 17 settembre - Michael Strong, attore, produttore cinematografico e produttore televisivo statunitense (n. 1918)
- 18 settembre - Frank Anderson, scacchista canadese (n. 1928)
- 18 settembre - Giuseppe Lugo, tenore e attore italiano (n. 1899)
- 18 settembre - Venturino Panebianco, archeologo e storico italiano (n. 1907)
- 18 settembre - Katherine Anne Porter, giornalista, scrittrice e attivista statunitense (n. 1890)
- 19 settembre - Sol Lesser, produttore cinematografico statunitense (n. 1890)
- 19 settembre - Arrigo Paganelli, politico e dirigente sportivo italiano (n. 1899)
- 19 settembre - Alfred Rittmann, vulcanologo svizzero (n. 1893)
- 19 settembre - Frank Villard, attore francese (n. 1917)
- 20 settembre - Josias Braun-Blanquet, botanico svizzero (n. 1884)
- 20 settembre - Tullio Colsalvatico, scrittore italiano (n. 1901)
- 20 settembre - Michele D'Amico, politico italiano (n. 1900)
- 20 settembre - Sanpei Hayashiya I, attore e comico giapponese (n. 1925)
- 20 settembre - Ugo Mutti, imprenditore italiano (n. 1893)
- 21 settembre - Waldir Azevedo, compositore brasiliano (n. 1923)
- 21 settembre - Italo Siciliano, critico letterario italiano (n. 1895)
- 21 settembre - Rodrigo Ulysses de Carvalho, psichiatra brasiliano (n. 1917)
- 22 settembre - Milly, cantante e attrice italiana (n. 1905)
- 23 settembre - Jacobus Johannes Fouché, politico sudafricano (n. 1898)
- 24 settembre - Pietro Morando, pittore italiano (n. 1889)
- 25 settembre - John Bonham, batterista e compositore britannico (n. 1948)
- 25 settembre - Lewis Milestone, regista, sceneggiatore e produttore cinematografico russo (n. 1895)
- 25 settembre - Mirto Picchi, tenore italiano (n. 1915)
- 25 settembre - Marie Under, poetessa estone (n. 1883)
- 27 settembre - Gian Antonio Micheli, giurista italiano (n. 1913)
- 27 settembre - Dietrich von Saucken, generale tedesco (n. 1892)
- 28 settembre - Giuseppe Aloia, generale e partigiano italiano (n. 1905)
- 28 settembre - Alessandro Monti, calciatore italiano (n. 1893)
- 28 settembre - Giulio Tedeschi, politico italiano (n. 1916)
- 29 settembre - Bindo Maserati, ingegnere e imprenditore italiano (n. 1883)
- 29 settembre - Áron Márton, vescovo cattolico rumeno (n. 1896)
- 29 settembre - Piero Pisenti, politico e avvocato italiano (n. 1887)
- 30 settembre - Pietro di Schleswig-Holstein, principe tedesco (n. 1922)
- 30 settembre - Giovanni Giavi, politico italiano (n. 1906)
- 30 settembre - Anatolij Ktorov, attore sovietico (n. 1898)